# Ononis ramosissima var. ramosissima
Ononis ramosissima subsp. ramosissima é uma variedade de planta com flor pertencente à família Fabaceae. 
A autoridade científica da variedade é Desf., tendo sido publicada em Fl. Atlant. 2: 142, tab. 186 (1798).

## Portugal
Trata-se de uma variedade presente no território português, nomeadamente em Portugal Continental.
Em termos de naturalidade é nativa da região atrás indicada.

## Protecção
Não se encontra protegida por legislação portuguesa ou da Comunidade Europeia.